# Nico Gleirscher
Nico Gleirscher, né le 17 mars 1997, est un lugeur autrichien. Il est le frère du lugeur David Gleirscher.

## Palmarès

### Championnats du monde
- médaille d'or en sprint en 2021.
- médaille d'argent en individuelle en 2024.
- médaille d'argent en relais en 2025.
- médaille de bronze en individuelle en 2025.

### Coupe du monde
- 16 podiums individuels : 
  - en simple : 4 victoires, 4 deuxièmes places et 5 troisièmes places.
  - en sprint : 1 victoire et 2 troisièmes places.
- 4 podiums en relais : 1 victoire, 2 deuxièmes places et 2 troisièmes places.
- 1 podium en simple mixte : 1 troisième place.

#### Détails des victoires en Coupe du monde
| Édition   | Piste         | Total |
| 2020-2021 | Saint-Moritz  | 1     |
| 2022-2023 | Igls (sprint) | 2     |
| 2024-2025 | Igls Sigulda  | 2     |

### Championnats d'Europe de luge
- Médaille de bronze en simple en 2022.